# Suzuka Ohgo
Suzuka Ohgo (5 de agosto de 1993) é uma atriz japonesa.

## Filmografia

### Filmes
| Ano  | Título original                                       | Título em português            | Papel            | Observações |
| 2003 | Ultraman Cosmos vs Ultraman Justice: The Final Battle |                                |                  |             |
| 2004 | Kita no Zero-nen                                      |                                | Tae Komatsubara  |             |
| 2005 | Memoirs of a Geisha                                   | Memórias de uma Gueixa (Br/Pt) | Chiyo            |             |
| 2006 | Bart no gakuen                                        |                                | Shio             |             |
| 2007 | Tooku no Sora ni Kieta                                |                                |                  |             |
| 2008 | Gou Gou Datte Neko Dearu                              |                                | Saba Ingan       |             |
| 2009 | Oppai Volleyball                                      |                                | Mikako Terashima |             |
| 2009 | Kamui                                                 | A Lenda de Kamui (Br)          | Sayaka           |             |
| 2009 | Onnanoko Monogatari                                   |                                | Natsumi          |             |

### Televisão
| Ano  | Título original          | Título em português | Papel          | Observações           |
| 2002 | Hito ni Yasashiku        |                     | Rika Kameyama  | Fuji TV               |
| 2002 | Gokusen                  |                     | Kumiko (Jovem) | NTV                   |
| 2003 | Dr. Koto Shinryojo       |                     | Shuko Nakamura | Fuji TV               |
| 2005 | Aikurushii               |                     | Mira Amano     | TBS                   |
| 2006 | Dr. Koto Shinryojo       |                     | Shuko Nakamura | Fuji TV, 2º Temporada |
| 2007 | Sexy Voice and Robo      |                     | Niko Hayashi   | NTV                   |
| 2007 | Galileo                  |                     |                | Guji Tv, ep 5         |
| 2007 | Churaumi Kara no Nengajo |                     | Eri Urasaki    | Fuji TV               |
| 2008 | Shibatora                |                     | Mizuki Hosho   | Fuji TV               |
| 2009 | Samurai High School      |                     | Yuna Mochizuki | NTV                   |

## Prêmios
- Ganhou o Prémio de Melhor Atriz Coadjuvante no 53rd Television Drama Academy Awards: por "Sexy Voice and Robo" (2007)